# Етимологија речи конопља
На основу изразите сличности речи разних словенских народа за конопљу (стсл. коноплиа, пољ. конопие), може се закључити да она вуче порекло из заједничке словенске прапостојбине. С обзиром да познавање речи указује на познавање биљке, етимологија може помоћи да се открије колико дуго Словени познају конопљу, када други, археолошки или писани, извори недостају.
Стари облик једнине је био канап односно коноп. Збирна множина конопие је настала додавањем старословенског наставка ие (упореди грозд и гроздие). Раније се реч конопље употребљавала само у множини, како је и Вук Караџић бележи у свом речнику. Данас је у употреби претежно изведени облик једнине конопља.
И германски језици имају сродне речи за конопљу (немачки: ханф, норвешки: хамп, шведски: хампа, енглески: хемп, холандски: хенеп). Такође постоји и велика сродност између германских и словенских језика (упореди ханаф и канап) што упућује на још дубље индоевропске заједничке корене ове речи. Тако за све индоевропљане важи, да им је биљка конопље позната још од древних времена заједничке прапостојбине. 
Најпознатија светска реч за конопљу, канабис (гр: Κάνναβις), је у многе западне језике ушла преко латинског, који се користи као научни језик у медицини и ботаници. У латински је реч дошла из старогрчког, а међу грцима ту реч први бележи Херодот, описујући обичаје северних грчких суседа приликом путовања по брдовитом Балкану. Сматра се да су Грци реч канап(ис) примили од Скита или Трачана, који су биљку обилато користили, и грцизовали је додавањем последња два слова. 
Занимљиво да је наша реч канап слична и германској хамф и грчкој канабис, иако њих две нису међусобно сличне. 
У Библији, у изворном тексту Танаха (Стари завет) на хебрејском језику (који се преписује више од три хиљаде и триста година, дакле миленијум пре класичне грчке цивилизације), појављује се реч „кне босем“ (קנה בושם). Ова реч се појављује у контексту рецепта за припрему масти (намаза, Свето уље) којим по налогу самог Бога, треба намазати предмете у храму, као и сам олтар. Бог наређује да Мојсијев брат Арон - први велики свештеник, као и његови директни потомци по мушкој линији (такозвани Коени) треба да намажу своју молитвену гардеробу њоме. У ствари, сама реч Месија се на хебрејском језику каже „машиах“ што дословно значи „намазани“ или „помазани“ или на грчком "христос". Види Помазање.
Реч „кне босем“ дословно значи „мирисна трска“. Данас се не зна са сигурношћу, о којој се тачно биљци ради. Традиција помазања старозаветним уљем у јеврејском народу је прекинута од када је Навукодоносор уништио први Јерусалимски храм, те је тачна техника припреме светог уља изгубљена. Према енглеско хебрејском речнику Бен Јеуде, израелског Вука Караџића, кне босем је управо канабис. Сличност измећу речју „кне босем“ и грчке речи „канабис“ наводи на могућност да је грчка реч канабис управо изведена из ове семитске речи. Слово м на крају речи је вероватно одбачено јер није у духу грчког језика да се именица заврчава на м. Дакле, развој речи је био кне босем > кнебос > канабис.
Гласови „б“ и „п“ се често мешају када прелазе из језика у језик. Код Арапа на пример нема гласа „п“ и они и дан данас чују „б“ за изговорено „п“. Даље, хебрејско слово Ц је раније изговарано као глас С. Тиме се може објаснити облик „конопац“ (канабис>канапиц>конопац) из српског језика, те и скраћени облик „канап“.
Занимљива је и двострука веза између речи помазање (грчки хризма) и речи харизма то јест харизматичност. Поред очигледне сличности речи, свако ко познаје биљку канабис изблиза, зна да она додаје човеку харизматичност. То је додатни разлог за веровати да је канабис управо био састојак светог уља, те да је реч конопља настала од канабис која је настала од речи кне босем.